# Gama Tower
La Gama Tower est un gratte-ciel de 285 mètres construit en 2016 à Jakarta en Indonésie. À son achèvement, c'est le plus haut immeuble du pays. Elle est située sur la Jalan H. R. Rasuna Said.